# Liggesår
Liggesår (latin: decubitus) er en type af sår der dannes ved at et område af væv eller hud udsættes for tryk gennem længere tid, og derfor ikke får en tilstrækkelig blodforsyning. Det sker ofte ved, at en knogle presser ned på eller gnider på et stykke hud, hvorved de små blodkar i vævet lukkes og såret dannes, idet vævet ikke længere får tilført tilstrækkeligt ilt eller næringsstoffer, eller kan komme af med affaldsstoffer. Trykket sker naturligt når man står, ligger eller sidder, men normalt gør nervesystemet at man føler ubehag og derfor ændrer stilling, så man ikke har konstant tryk på samme område over en længere periode. Mennesker, der af forskellige årsager, som for eksempel sygdom eller bedøvelse, har en svækkelse af denne mekanisme flytter sig ikke naturligt, og der er basis for at liggesåret opstår.
Liggesår, særligt af de højere grader, medfører ofte en betydelig risiko for at udvikle livstruende infektioner.

## Kategorisering
Liggesår inddeles almindeligvis grader, der beskriver liggesårets omfang og tilstand. Der findes flere sådanne skalaer; the European Pressure Ulcer Advisory Panel (EPUAP) er almindeligt anvendt i Europa.

### Grad 0
Enkelte skalaer operer med en grad 0, mens andre skalaer ikke medregner disse som et egentligt tryksår. Grad 0 viser sig ved rødme af huden - en rødme, der forsvinder ved tryk, men som kan være smertefuld i større eller mindre grad.

### Grad 1
Huden viser rødmen, der ikke forsvinder når man trykker på det. For mennesker med en mørkere pigmentering vil området ikke optræde rødt, men snarere violet eller blåligt. Området er smertefuldt.

### Grad 2
Det øverste hudlag er beskadiget og fremtræder enten med vabler, eller minder om et åbent sår. Kanten af området kan være rødligt, som ved grad 1, og er smertefuldt.

### Grad 3
Huden er så beskadiget, at liggesåret fremtræder som et åbent, dybere sår. Hudlaget er gennembrudt, men underliggende muskler eller knogler er stadig ikke påvirket. Området er smertefuldt.

### Grad 4
Grad 4 er den mest alvorlige grad af liggesår. Hudlaget er beskadiget, og der er ofte betydelig skade på underliggende muskel- eller knoglevæv. Der vil ofte være vævsdød i og/eller omkring såret.

## Placering
Længere tids sengeleje giver høj risiko for at udvikle tryksår, grundet risikoen for vedvarende tryk fra madras eller hovedpude. De mest udsatte steder er:
- Skuldre og skulderblade,
- albuer,
- baghoved,
- kanten af øret,
- over rygraden,
- over halebenet,
- knæ,
- ankler,
- hæle og
- tæer.

Også siddende stilling gennem længere tid kan give decubitus, kaldet siddesår. De vil typisk optræde på:
- balder,
- bagsiden af arme og ben,
- bagsiden af hoftebenet.[1]